# La Forêt-Auvray
La Forêt-Auvray ist eine Commune déléguée in der französischen Gemeinde Putanges-le-Lac mit 168 Einwohnern (Stand: 1. Januar 2022) im Département Orne in der Region Normandie.

## Geografie
Die Commune déléguée liegt 19 Kilometer nordöstlich der Stadt Flers. Der Kernort liegt im Hügelland oberhalb des Flusses Orne. Der nördlich des Dorfkerns verlaufende Fluss stellt die Grenze zum benachbarten Ménil-Hermei dar und bildet zudem für einen kurzen Abschnitt die Grenze zum benachbarten Département Calvados. Neben der Orne durchfließen die Bäche Guesnerie und Ruisseau des Vallées das ehemalige Gemeindegebiet. Insgesamt erstreckte sich die Commune déléguée über eine Fläche von 10,96 km².
Die Region wird von der Landschaftsform Bocage geprägt und besitzt einen relativ starken landwirtschaftlichen Sektor, wobei die Viehzucht im Vordergrund steht. Zur Gemeinde gehört ein Gestüt, das sich auf das Springreiten fokussiert hat. Die lokale Infrastruktur wird aus einem mehr als 25 Kilometer langen Wegenetz gebildet, das zwar Verbindungen zu den Nachbarorten Bréel, Ménil-Hermei und Saint-Aubert-sur-Orne herstellt, jedoch keine Anbindung zu den regionalen Verkehrsachsen besitzt.

## Geschichte und Kultur

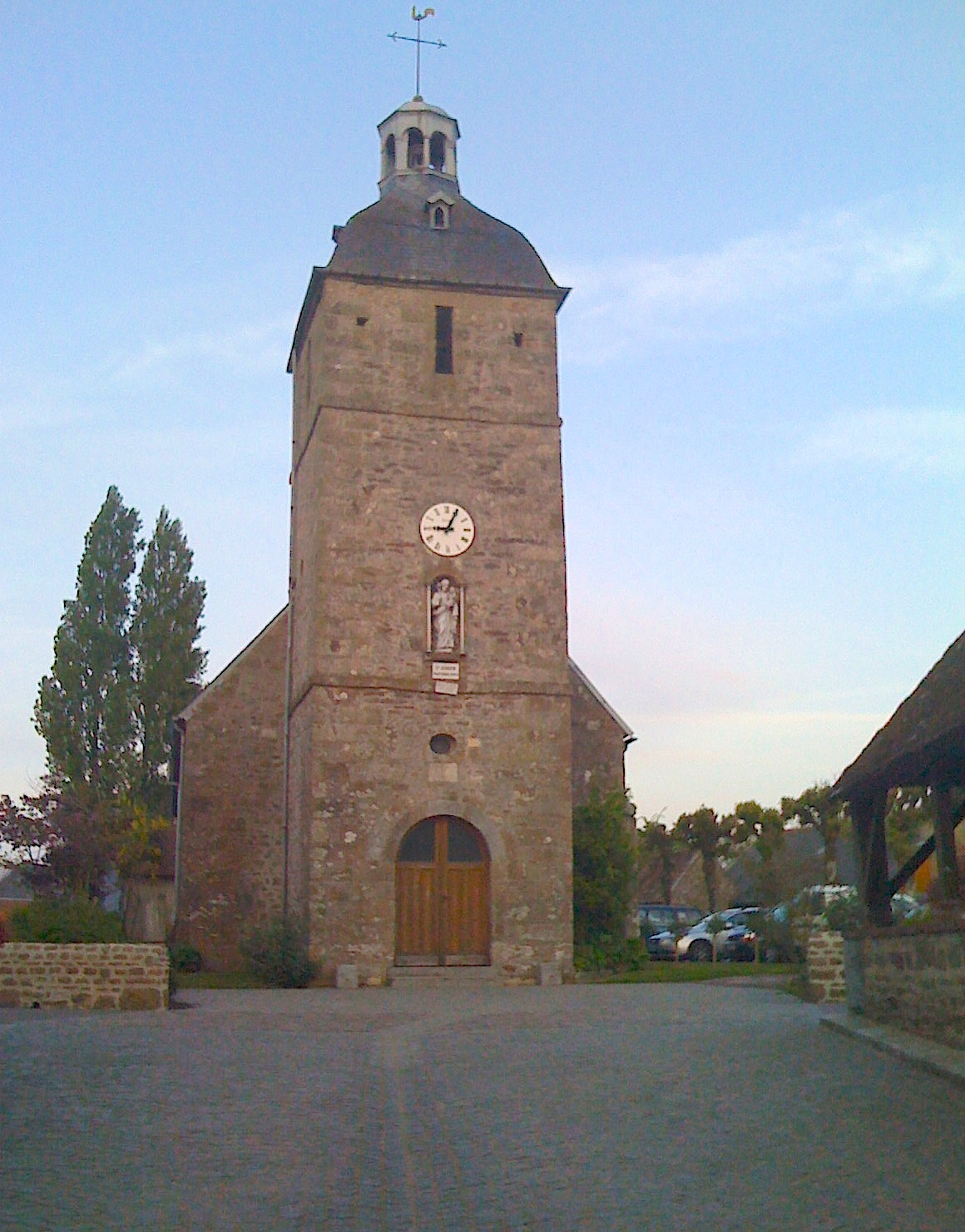
Die Kirche Saint-Pierre

Die Geschichte des heutigen Ortes begann im Jahr 1096, als der Adlige Grundbesitzer Philippe de Vassy im Rahmen der Kreuzzüge ins Heilige Land zog und seinem Sohn Enguerrand die Herrschaft über seinen Besitz überließ. Dieser gründete nahe der Orne ein kleines Kloster und übergab dies 1121 an die Mönche der Abtei Ardenne bei Caen. Dessen Sohn Alfred wurde auch Auvray genannt und diente damit als Namensgeber für den Ort, der 1197 als Foresta Auveredi erwähnt wurde. Der Namensbestandteil La Forêt bedeutet „der Wald“. Die Familie Vassy behielt die Herrschaft über Jahrhunderte und ließ im 16. Jahrhundert ein Schloss für sich errichten. Es hat bis heute Bestand, auch wenn ein Großteil der früheren Form während der Französischen Revolution durch Brandstiftung verloren ging.
In der Nähe zum Schloss befindet sich eine Getreidemühle, die 1125 erstmals erwähnt wurde und deren Betrieb 1875 eingestellt wurde. Dazu existiert ein Bauernhof namens ferme du ray, wobei ray auf das Wort roi für König zurückzuführen ist und einer Legende zufolge auf die Anwesenheit Königs Heinrichs IV. in La Forêt-Auvray anspielt. Die aktuelle Brücke, die die Verbindung über die Orne hin zum Nachbarort Ménil-Hermei darstellt, stammt aus dem Jahr 1950 und dient als Ersatz für eine Brücke, die in der Nacht vom 17. auf den 18. August 1944 von den deutschen Besatzern bei deren Rückzug zerstört wurde. Außerhalb des Ortes befindet sich ein 2,8 Meter hoher Felsen, der als Pierre levée oder als Menhir de la Rousselière bezeichnet wird. Eine zugehörige Legende bezeichnet ihn als Tanzplatz von Feen.
Im Ortszentrum befinden sich zwei Markthallen aus dem 18. Jahrhundert. Bereits seit 1125 hatte es in La Forêt-Auvray Jahrmärkte und andere Marktveranstaltungen gegeben. Dabei handelt es sich um Zeugnisse der Zeit vor der Französischen Revolution, als La Forêt-Auvray Hauptort eines lokalen Territoriums war. Daraus resultierte auch die Existenz einer Polizeidienststelle, die 1959 geschlossen wurde. Seit 1924 gibt es ein Kriegerdenkmal, das in Erinnerung an die Toten des Ersten Weltkriegs errichtet wurde. Ebenfalls im Kern der Siedlung gelegen ist die Kirche Saint-Pierre, die am 30. Dezember 1705 durch einen Orkan schwer verwüstet, anschließend aber wieder aufgebaut wurde.
Mit Wirkung vom 1. Januar 2016 wurden die bisherigen Gemeinden Chênedouit, La Forêt-Auvray, La Fresnaye-au-Sauvage, Ménil-Jean, Putanges-Pont-Écrepin, Rabodanges, Les Rotours, Saint-Aubert-sur-Orne und Sainte-Croix-sur-Orne zu einer Commune nouvelle mit dem Namen Putanges-le-Lac zusammengeschlossen und haben in der neuen Gemeinde den Status einer Commune déléguée. Der Verwaltungssitz befindet sich im Ort Putanges-Pont-Écrepin. Die Gemeinde La Forêt-Auvray gehörte zum Arrondissement Argentan und zum Kanton Athis-de-l’Orne.

## Bevölkerungsentwicklung
| Jahr      | 1962 | 1968 | 1975 | 1982 | 1990 | 1999 | 2010 |
| Einwohner | 320  | 269  | 235  | 200  | 195  | 182  | 201  |

Während der Französischen Revolution lag die Bevölkerungszahl 1793 bei 718 und stieg anschließend stark bis auf 1261 im Jahr 1821. Danach kam es zu einem stetigen Rückgang auf rund 500 Einwohner zu Beginn des 20. Jahrhunderts und etwa 400 Einwohner am Ende des Zweiten Weltkriegs. Dieser Trend setzte sich weiter fort, bis es in den 1990er-Jahren mit weniger als 200 Menschen zu einem vorläufigen Tiefstand kam.